# Jürgen Kullmann
Jürgen Kullmann (* 23. Mai 1931 in Berlin; † 21. August 2018 in Tübingen) war ein deutscher Geologe.

## Leben
Nach der Reifeprüfung im Jahre 1950 in Berlin studierte Kullmann seit dem Wintersemester 1950/51 zunächst Geologie an der Freien Universität Berlin, seit dem Wintersemester 1952/53 dann Geologie und Paläontologie an der Eberhard Karls Universität Tübingen. Dort promovierte er 1960. Seine Habilitation erfolgte 1964. Seit 1965 lehrte er an dieser Universität, zunächst als Dozent, seit 1971 als außerplanmäßiger Professor und seit 1979 als Ordinarius.

## Schriften (Auswahl)
- Die Ammonoidea des Devon im Kantabrischen Gebirge (Nordspanien). Steiner, Wiesbaden 1960.
- Die Goniatiten der Namur-Stufe (Oberkarbon) im Kantabrischen Gebirge, Nordspanien. Steiner, Wiesbaden 1962.
- Rugose Korallen der Cephalopodenfazies und ihre Verbreitung im Devon des südöstlichen Kantabrischen Gebirges (Nordspanien). Steiner, Wiesbaden 1965.
- als Hrsg.: Festband Otto H. Schindewolf zur Vollendung des 70. Lebensjahres am 7. Juni 1966 (= Neues Jahrbuch für Geologie und Paläontologie, Abhandlungen. Bd. 125). Schweizerbart, Stuttgart 1966.
- als Hrsg.: Variszikum (= Subsidenz-Entwicklung im Kantabrischen Variszikum und an passiven Kontinentalrändern der Kreide. Bd. 1). (= Neues Jahrbuch für Geologie und Paläontologie, Abhandlungen. Bd. 163/2). Schweizerbart, Stuttgart 1982.
- mit Jost Wiedmann (Hrsg.): Cephalopods. Present and past. Schweizerbart, Stuttgart 1988, ISBN 3-510-65133-2.
- Gnade der späten Geburt. Streiflichter aus Tagebüchern 1942–1950. Köhler, Tübingen 2009, ISBN 978-3-935625-80-7.